# Lae Mate
Lae Mate is een bestuurslaag in het regentschap Subulussalam van de provincie Atjeh, Indonesië. Lae Mate telt 1266 inwoners (volkstelling 2010).